# Чередники
Чере́дники — село в Україні, у Мачухівській сільській громаді Полтавського району Полтавської області. Населення становить 78 осіб. До 2020 року орган місцевого самоврядування — Плосківська сільська рада.

## Географія
Село Чередники знаходиться на правому березі річки Полузір'я, вище за течією на відстані 3 км розташоване село Плоске, нижче за течією на відстані 1 км розташоване село Грекопавлівка.

## Історія
12 червня 2020 року, відповідно до розпорядження Кабінету Міністрів України № 721-р «Про визначення адміністративних центрів та затвердження територій територіальних громад Полтавської області», село увійшло до складу Мачухівської сільської громади.
19 липня 2020 року, в результаті адміністративно-територіальної реформи та ліквідації  Решетилівського району, село увійшло до складу новоутвореного Полтавського району.